# Earl of Middlesex
Earl of Middlesex war ein erblicher britischer Adelstitel, der zweimal in der Peerage of England verliehen wurde. 

## Verleihungen

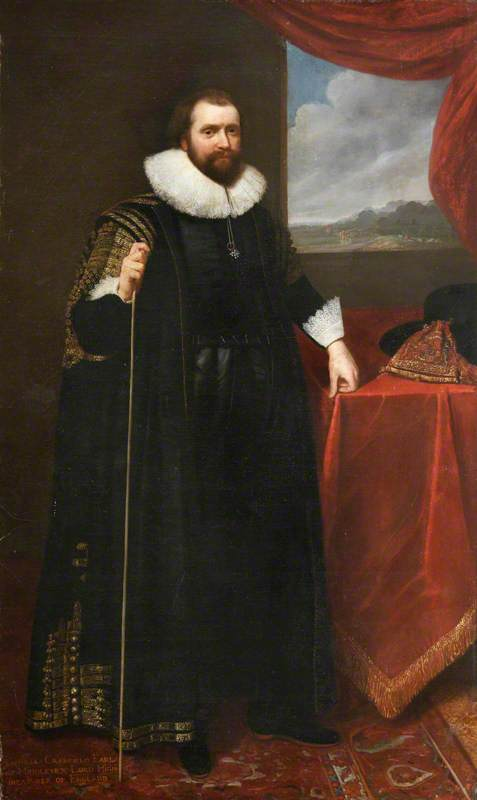
Lionel Cranfield, 1. Earl of Middlesex

Der Titel wurde erstmals am 16. September 1622 für den Lord High Treasurer Lionel Cranfield, 1. Baron Cranfield, geschaffen. Diesem war bereits am 9. Juli 1621, ebenfalls in der Peerage of England, der fortan nachgeordnete Titel Baron Cranfield, of Cranfield in the County of Bedford, verliehen worden. Beide Titel erloschen beim kinderlosen Tod seines jüngeren Sohnes, des 3. Earls, am 26. Oktober 1674.
In zweiter Verleihung wurde der Titel am 13. März 1675 für Charles Sackville, Lord Buckhurst, neu geschaffen, zusammen mit dem nachgeordneten Titel Baron Cranfield, of Cranfield in the County of Bedford. Charles war der älteste Sohn und Erbe des Richard Sackville, 5. Earl of Dorset, aus dessen Ehe mit Frances Cranfield, einer Tochter des Earls of Middlesex erster Verleihung. Beim Tod seines Vaters erbte Charles 1677 auch dessen Adelstitel als 6. Earl of Dorset und 6. Baron Buckhurst, of Buckhurst in the County of Sussex. Sein Sohn, der 7. Earl, wurde am 17. Juni 1720 in der Peerage of Great Britain zudem zum Duke of  Dorset erhoben. Der spätere 5. Duke erbte 1785 von seinem Vater George Germain, 1. Viscount Sackville auch die Titel Viscount Sackville, of Drayton in the County of Northampton, und Baron Bolebrooke, in the County of Sussex, die diesem am 9. Februar 1782 in der Peerage of Great Britain verliehen worden waren. Beim kinderlosen Tod des 5. Dukes am 29. Juli 1843 erloschen alle genannten Titel.

## Liste der Earls of Middlesex

### Earls of Middlesex, erste Verleihung (1622)
- Lionel Cranfield, 1. Earl of Middlesex (1575–1645)
- James Cranfield, 2. Earl of Middlesex (1621–1651)
- Lionel Cranfield, 3. Earl of Middlesex (1625–1674)

### Earls of Middlesex, zweite Verleihung (1675)
- Charles Sackville, 6. Earl of Dorset, 1. Earl of Middlesex (1638–1706)
- Lionel Sackville, 1. Duke of Dorset, 7. Earl of Dorset, 2. Earl of Middlesex (1688–1765)
- Charles Sackville, 2. Duke of Dorset, 8. Earl of Dorset, 3. Earl of Middlesex (1711–1769)
- John Sackville, 3. Duke of Dorset, 9. Earl of Dorset, 4. Earl of Middlesex (1745–1799)
- George Sackville, 4. Duke of Dorset, 10. Earl of Dorset, 5. Earl of Middlesex (1793–1815)
- Charles Sackville-Germain, 5. Duke of Dorset, 11. Earl of Dorset, 6. Earl of Middlesex (1767–1843)